# Eigergletscher
Eigergletscher – lodowiec o długości 2,5 km (2005 r.) i powierzchni 2,13 km² (1973 r.).
Lodowiec położony jest w Alpach Berneńskich w kantonie Berno w Szwajcarii.